# Ennio Falco
Ennio Falco, född 3 januari 1968 i Capua, är en italiensk sportskytt.
Falco blev olympisk guldmedaljör i skeet vid sommarspelen 1996 i Atlanta.